# Live at the Fillmore Auditorium
Albums de Chuck Berry
Chuck Berry in Memphis
(1967) From St. Louie to Frisco
(1968)
Live at the Fillmore Auditorium est un album live de Chuck Berry sorti en septembre 1967 chez Mercury Records.

## Histoire
Cet album a été enregistré en juin 1967 au Fillmore de San Francisco, lors d'une série de concerts donnés par Chuck Berry avec le Steve Miller Band comme groupe d'accompagnement. Steve Miller chante It Hurts Me Too en duo avec Berry. La musique est à dominante blues, l'unique titre rock and roll étant Johnny B. Goode, tout à la fin de l'album.

## Titres
Toutes les chansons sont écrites et composées par Chuck Berry, sauf mention contraire.

### Face 1
1. Medley: Rockin' at the Fillmore / Every Day I Have the Blues (Chuck Berry / Peter Chatman) – 8:28
2. C.C. Rider (Ma Rainey, Lena Arant) – 4:09
3. Driftin' Blues (Charles Brown, Eddie Williams, Johnny Moore) – 3:50
4. Feelin' It – 3:54
5. Flying Home (Benny Goodman, Lionel Hampton, Sydney Robin) – 2:41

### Face 2
1. I Am Your Hoochie Coochie Man (Willie Dixon) – 5:43
2. It Hurts Me Too – 4:34
3. Fillmore Blues – 3:22
4. Wee Baby Blues (Joe Turner, Pete Johnson) – 4:06
5. Johnny B. Goode – 2:55

## Musiciens
- Chuck Berry : chant, guitare
- Steve Miller : guitare, harmonica, chant
- Jim Cooke : guitare
- Lonnie Turner : basse
- Jim Peterman : orgue
- Tim Davis : batterie